# Jarosław Janicki (naukowiec)
Jarosław Janicki – polski naukowiec, profesor dr hab. specjalizujący się w inżynierii materiałowej. W kadencji 2016–2020 rektor Akademii Techniczno-Humanistycznej w Bielsku-Białej.
Jest absolwentem Wydziału Matematyki, Fizyki i Chemii Uniwersytetu Wrocławskiego. Odbywał staże w Case Western Reserve University w Cleveland oraz na Uniwersytecie w Lowanium. Doktorat uzyskał w 1987 na Wydziale Włókienniczym Politechniki Łódzkiej Habilitował się 23 czerwca 2006 na Wydziale Techniki Uniwersytetu Śląskiego, tytuł profesorski uzyskał 2 czerwca 2016. Związany z Akademią Techniczno-Humanistyczną w Bielsku-Białej, w latach 2005–2008 był dziekanem Wydziału Nauk o Materiałach i Środowisku, w latach 2008–2012 – prorektorem ds. Nauki i Współpracy Zewnętrznej, a w latach 2012–2016 – prorektorem Wydziału Inżynierii Materiałów, Budownictwa i Środowiska. W 2016 objął funkcję rektora bielskiej uczelni na czteroletnią kadencję.